# Liste der Baudenkmäler in Eggolsheim
Auf dieser Seite sind die Baudenkmäler in dem oberfränkischen Markt Eggolsheim zusammengestellt. Diese Tabelle ist eine Teilliste der Liste der Baudenkmäler in Bayern. Grundlage ist die Bayerische Denkmalliste, die auf Basis des Bayerischen Denkmalschutzgesetzes vom 1. Oktober 1973 erstmals erstellt wurde und seither durch das Bayerische Landesamt für Denkmalpflege geführt wird. Die folgenden Angaben ersetzen nicht die rechtsverbindliche Auskunft der Denkmalschutzbehörde.

## Ensembles

### Ortskern Eggolsheim
Das Ensemble (Lage) umfasst den Ort innerhalb seiner noch heute gut ablesbaren alten Begrenzungslinie, die im Süden mit einem wasserführenden Graben, im Norden wohl durch Palisaden verstärkt war. An der Verbindungsstraße Hallstadt-Forchheim gelegen, war Eggolsheim im Frühmittelalter nordsüdlich, parallel des Regnitztals liegend, wie es der mit dem Hirtentor versehene südliche Ortseingang nahelegt. Mit dem Ausbau zur Bachzeilenanlage im 14. Jahrhundert wurde der ost-westlich fließende Eggerbach zur tragenden Achse der Siedlung, die sich nun in Querrichtung zur Durchgangsstraße entwickelte. Beiderseits des offenen Bachs verlaufen die beiden Arme des breiten Marktes Hartmannstraße, Hauptstraße, an denen sich die schmalen und tiefen, bis zur Begrenzungslinie des Ortes vorstoßenden Parzellen reihen. Die Wohnhäuser der Bauernanwesen sind mit dem Giebel zur Bachzeile gestellt, im hinteren Bereich der Grundstücke befinden sich die Scheunen, zwischen diesen und der ehemals Befestigungslinie erstrecken sich Gärten. Im Zentrum der Anlage, beiden Markthälften angehörend, fand das Rathaus über dem Bachlauf seinen Platz. Der Kirchenbezirk befindet sich abseits in der nördlichen Ortshälfte, vom Markt durch eine Häuserzeile abgeschirmt. Die ursprüngliche Bebauung bestand, wie einige erhaltene Beispiele bezeugen, aus eingeschossigen Fachwerkhäusern. Trotz einiger Neubauten, die das Ortsbild in seiner Charakteristik abschwächen, besitzt die Siedlungsanlage in ihrer klaren, aus gotischer Zeit stammenden Struktur Ensemblewert. Die heutige Bebauung stammt jedoch überwiegend aus dem 18. und 19. Jahrhundert. Die vier Ortsausgänge zu den umliegenden Dörfern sind durch hölzerne Kapellen mit spätgotischen Bildstöcken markiert. Aktennummer: E-4-74-123-1

## Baudenkmäler nach Gemeindeteilen

### Eggolsheim
| Lage | Objekt                                                                 | Beschreibung | Akten-Nr.                | Bild                      |
| --- | ---------------------------------------------------------------------- | --- | ------------------------ | ------------------------- |
| Am Hirtentor, vor Nr. 20 (Standort)                                                                          | Wegkapelle                                                             | Holzlaube mit Zeltdach, 1649, renoviert 1846, Bildstock mit Kreuzigungsrelief, spätgotisch, 15. Jahrhundert, und Mensa | D-4-74-123-7 Wikidata    | BW                        |
| Am Hirtentor (Standort)                                                                                      | Marter                                                                 | Sandstein, 17. Jahrhundert; nicht nachqualifiziert, im Bayerischen Denkmal-Atlas nicht kartiert | D-4-74-123-6             | weitere Bilder            |
| Am Hirtentor                                                                                                 | Siehe Ensemble Eggolsheim                                              | nicht nachqualifiziert, im Bayerischen Denkmal-Atlas nicht kartiert | D-4-74-123-2 Wikidata    | BW                        |
| Am Hirtentor 5 (Standort)                                                                                    | Bauernhaus                                                             | Zweigeschossiger Putzbau mit Walmdach, geohrte Fenster, wohl massiv und Fachwerk, Mitte 19. Jahrhundert | D-4-74-123-3 Wikidata    | weitere Bilder            |
| Am Hirtentor 10 (Standort)                                                                                   | Steinrelief                                                            | Mariahilfbild in hochovalem Kranz, auf Konsole mit Engelskopf, Sandstein, spätes 18. Jahrhundert | D-4-74-123-4 Wikidata    | BW                        |
| Am Hirtentor 13 (Standort)                                                                                   | Forchheimer Tor (Hirtentor)                                            | Zweigeschossiger Walmdachbau, Fachwerk, 1684 | D-4-74-123-5 Wikidata    | weitere Bilder            |
| Am Hirtentor; Brückenstraße; vor Hartmannstraße 14; Rosenaustraße (Standort)                                 | Wegkreuz                                                               | Mit Rocaillekartusche, geschweifter Sockel, Sandstein, um 1760/70; | D-4-74-123-20 Wikidata   | BW                        |
| Am Hirtentor; Brückenstraße; Hartmannstraße; neben Wegkreuz vor Rosenaustraße 3 (Standort)                   | Nepomukfigur                                                           | Sandsteinstatue, barock, um 1730 | D-4-74-123-168 Wikidata  | weitere Bilder            |
| Am Hirtentor; Brückenstraße; Hartmannstraße; vor Rosenaustraße 3 zwischen Nepomukfigur und Marter (Standort) | Wegkreuz                                                               | Auf Inschriftsockel, Sandstein, Korpus Kunststein, bezeichnet „1907“ | D-4-74-123-43 Wikidata   | weitere Bilder            |
| Am Hirtentor; Brückenstraße; Hartmannstraße; neben Wegkreuz vor Rosenaustraße 3 (Standort)                   | Marter                                                                 | Ionische Sandsteinsäule, Bildhaus mit Rosettengiebeln, barock, frühes 18. Jahrhundert | D-4-74-123-169 Wikidata  | weitere Bilder            |
| Am Hirtentor; Brückenstraße; Hartmannstraße; Rosenaustraße (Standort)                                        | Kriegerdenkmal                                                         | Obeliskartige Pyramide, Sandsteinquader, von Joseph Albert, um 1920/25 | D-4-74-123-39 Wikidata   | weitere Bilder            |
| Am Hirtentor; Brückenstraße; vor Hartmannstraße 24; Rosenaustraße (Standort)                                 | Wegkreuz                                                               | Auf gestuftem Sockel mit Voluten, davor Altarblock mit Inschrift in Kranzgebinde, Sandstein, 1781, wohl von Friedrich Theiler | D-4-74-123-23 Wikidata   | weitere Bilder            |
| An der Brettig, Schirnaidler Straße/Ecke Josef-Kolb-Straße, vor der Friedenskirche (Standort)                | Wegkapelle                                                             | Holzlaube mit Zeltdach, 17./18. Jahrhundert, Bildstock mit Reliefs: Kreuzigungsgruppe, Rückseite Jakobus Major und heiliger Urban, spätgotisch, um 1500, Mensa | D-4-74-123-40 Wikidata   | BW                        |
| Bahnhofstraße 2 (Standort)                                                                                   | Bauernhaus auf Eckgrundstück                                           | Eingeschossiger Satteldachbau, Fachwerk, 18. Jahrhundert | D-4-74-123-8 Wikidata    | weitere Bilder            |
| Bahnhofstraße 10 (Standort)                                                                                  | Bauernhaus                                                             | Eingeschossiger giebelständiger Satteldachbau, massives verputztes Erdgeschoss, Fachwerkgiebel, 18. Jahrhundert | D-4-74-123-10 Wikidata   | weitere Bilder            |
| Bahnhofstraße 17 (Standort)                                                                                  | Hierzu Stadel                                                          | Ständerbohlenbau, Satteldach mit Fußwalm, wohl 18. Jahrhundert | D-4-74-123-11 Wikidata   | BW                        |
| Brückenstraße                                                                                                | Siehe Ensemble Eggolsheim                                              | nicht nachqualifiziert, im Bayerischen Denkmal-Atlas nicht kartiert | D-4-74-123-12 Wikidata   | BW                        |
| Brückenstraße 2 (Standort)                                                                                   | Bauernhaus                                                             | Eingeschossiger giebelständiger Schopfwalmdachbau, massiv, im Giebel Zierfachwerk, 18. Jahrhundert | D-4-74-123-13 Wikidata   | weitere Bilder            |
| Brückenstraße 4; Nähe Brückenstraße (Standort)                                                               | Fachwerkscheune                                                        | Satteldach mit Fußwalm, erste Hälfte 18. Jahrhundert; Obstdarre, kleiner, versteckt am Ende des Grundstücks gelegener Fachwerkbau mit Satteldach, erste Hälfte 19. Jahrhundert | D-4-74-123-143 Wikidata  | BW                        |
| Brückenstraße 10 (Standort)                                                                                  | Fachwerkscheune                                                        | Satteldach mit Fußwalm, 18. Jahrhundert | D-4-74-123-144 Wikidata  | BW                        |
| Brückenstraße 17 (Standort)                                                                                  | Fachwerkscheune                                                        | Steiles Satteldach mit Fußwalm, um 1700 | D-4-74-123-146 Wikidata  | BW                        |
| Brückenstraße 18 (Standort)                                                                                  | Bauernhaus                                                             | Eingeschossiger giebelständiger Satteldachbau, massiv verputzt, mit Fachwerkgiebel, 18./19. Jahrhundert | D-4-74-123-14 Wikidata   | BW                        |
| Die Lohe, am alten Kirchweg nach Bammersdorf (Standort)                                                      | Marter                                                                 | Sandsteinsäule, Muschelgiebel, diamantierter Sockel, 17. Jahrhundert | D-4-74-123-50 Wikidata   | BW                        |
| Ostnordöstlich des Ortes, am Eggerbach (Standort)                                                            | Marter am Mühlranger                                                   | Sandsteinsäule mit Ruhstein, um 1715/17 | D-4-74-123-56 Wikidata   | BW                        |
| Forchheimer Wegäcker, bei der Dreifaltigkeitskapelle (Standort)                                              | Marter                                                                 | Sandsteinsäule, Sockel diamantiert, Bildhaus mit Kreuzdach, 1592 | D-4-74-123-49 Wikidata   | BW                        |
| Forchheimer Wegäcker, an der Straße nach Bammersdorf (Standort)                                              | Wegkapelle                                                             | Dreifaltigkeitskapelle, dreiseitig geschlossener Massivbau mit Satteldach, bezeichnet 1743; mit Ausstattung | D-4-74-123-48 Wikidata   | BW                        |
| Hartmannstraße (Standort)                                                                                    | Siehe Ensemble Eggolsheim                                              | nicht nachqualifiziert, im Bayerischen Denkmal-Atlas nicht kartiert | D-4-74-123-15 Wikidata   | BW                        |
| Hartmannstraße 2 (Standort)                                                                                  | Bauernhaus                                                             | Eingeschossiger giebelständiger Satteldachbau, massiv, mit Fachwerkgiebel, 18./19. Jahrhundert | D-4-74-123-16 Wikidata   | weitere Bilder            |
| Hartmannstraße 4 (Standort)                                                                                  | Ehemaliges Amtshaus                                                    | Zweigeschossiger Walmdachbau, massiv, verputzt, mit schlichten Gliederungen und Rahmungen in Werkstein, 1714 | D-4-74-123-17 Wikidata   | weitere Bilder            |
| Hartmannstraße 5 (Standort)                                                                                  | Bauernhaus                                                             | Eingeschossiges giebelständiges Satteldachhaus, Fachwerk, bezeichnet „1821“, im hinteren Teil moderner Anbau | D-4-74-123-18 Wikidata   | weitere Bilder            |
| Hartmannstraße 7 (Standort)                                                                                  | Wohnhaus                                                               | Zweigeschossiger giebelständiger Satteldachbau, verputzter Backsteinbau, architektonische Gliederungen aus Sandstein, Heimatstil, bezeichnet „1927“ | D-4-74-123-160 Wikidata  | BW                        |
| Hartmannstraße 13 (Standort)                                                                                 | Bauernhaus                                                             | Eingeschossiger giebelständiger Mansarddachbau, massiv und Putzgliederung, spätes 18. Jahrhundert | D-4-74-123-19 Wikidata   | weitere Bilder            |
| Hartmannstraße 16 (Standort)                                                                                 | Hausfigur                                                              | Gefasstes Holzrelief, Marienkrönung, um 1800 | D-4-74-123-21 Wikidata   | weitere Bilder            |
| Hartmannstraße 18 (Standort)                                                                                 | Wohnhaus                                                               | Zweigeschossiger giebelständiger Satteldachbau, massives Erdgeschoss mit profilierten Rahmungen, Obergeschoss Fachwerk, verputzt, Mitte 18. Jahrhundert | D-4-74-123-22 Wikidata   | weitere Bilder            |
| Vor Hartmannstraße 39 (Standort)                                                                             | Wegkreuz                                                               | Auf Inschriftsockel, Sandstein, bezeichnet „1910“ | D-4-74-123-24 Wikidata   | weitere Bilder            |
| Hartmannstraße 43 (Standort)                                                                                 | Bauernhaus                                                             | Ehemaliges Wohnstallhaus, eingeschossiger giebelständiger Satteldachbau, Fachwerk, 18. Jahrhundert | D-4-74-123-25 Wikidata   | weitere Bilder            |
| Hartmannstraße 45 (Standort)                                                                                 | Bauernhaus                                                             | Eingeschossiges Schopfwalmdachhaus, massiv, mit Fachwerkgiebel, 18. Jahrhundert, rückwärtig stark überformt | D-4-74-123-26 Wikidata   | weitere Bilder            |
| Hartmannstraße 47 (Standort)                                                                                 | Bauernhaus                                                             | Eingeschossiges giebelständiges Bauernhaus, verputzt, wohl massiv und Fachwerk, Mitte 19. Jahrhundert, mit älterem Kern | D-4-74-123-27 Wikidata   | weitere Bilder            |
| Hartmannstraße 49 (Standort)                                                                                 | Bauernhaus                                                             | Eingeschossiger giebelständiger Satteldachbau, Fachwerk, teils verputzt, 18. Jahrhundert | D-4-74-123-28 Wikidata   | weitere Bilder            |
| Hauptstraße                                                                                                  | Siehe Ensemble Eggolsheim                                              | | D-4-74-123-29 Wikidata   | BW                        |
| Hauptstraße 24 (Standort)                                                                                    | Stadel                                                                 | mit Klebdach, bezeichnet 1636 | D-4-74-123-264 Wikidata  | BW                        |
| Hauptstraße 27 (Standort)                                                                                    | Ehemaliges Wohnhaus einer Hofanlage, heute Rathaus                     | Stattlicher zweigeschossiger Walmdachbau, Erdgeschoss massiv, Fachwerkobergeschoss, verputzt, um 1800 | D-4-74-123-31 Wikidata   | weitere Bilder            |
| Hauptstraße 27 (Standort)                                                                                    | Rückgebäude                                                            | Fachwerkbau mit Satteldach, 18. Jahrhundert | D-4-74-123-31 Wikidata   | weitere Bilder            |
| Hauptstraße 27 (Standort)                                                                                    | Ehemaliger Sommerkeller                                                | Eingeschossiger Flachsatteldachbau, Fachwerk über Sandsteinquadersockel, 1866 | D-4-74-123-46 Wikidata   | weitere Bilder            |
| Schulstraße (Standort)                                                                                       | Ehemalige Gartenkegelbahn                                              | hölzerne Laube mit Satteldach | D-4-74-123-46 Wikidata   | Ehemalige Gartenkegelbahn |
| Hauptstraße 32 (Standort)                                                                                    | Ehemaliges Brauereigasthaus Weißes Rößl, heute Wohn- und Geschäftshaus | Zweigeschossiger giebelständiger Satteldachbau, Erdgeschoss massiv, Obergeschoss in Fachwerk, bezeichnet „1822“ | D-4-74-123-32 Wikidata   | weitere Bilder            |
| Hauptstraße 34 (Standort)                                                                                    | Bauernhaus                                                             | Wohnstallhaus, eingeschossiger giebelständiger Satteldachbau, Fachwerk, 18. Jahrhundert; Fachwerkstadel, mit Schopf- und Fußwalm, 18. Jahrhundert | D-4-74-123-33 Wikidata   | BW                        |
| Hauptstraße 37 (Standort)                                                                                    | Bauernhaus                                                             | Ehemaliges Wohnstallhaus, eingeschossiger giebelständiger Satteldachbau, Fachwerk, 18. Jahrhundert | D-4-74-123-34            | weitere Bilder            |
| Hauptstraße 40; Am Hirtentor; Brückenstraße; Hartmannstraße; Rosenaustraße (Standort)                        | Rathaus                                                                | Zweigeschossiger Walmdachbau mit Dachreiter, massiv, verputzt, mit Ecknutungen, 1699–1700 | D-4-74-123-35 Wikidata   | weitere Bilder            |
| Hauptstraße 43 (Standort)                                                                                    | Gasthaus Goldenes Lamm                                                 | Zweigeschossiger Walmdachbau, im Kern zweites Drittel 18. Jahrhundert, nach außen stark überformt | D-4-74-123-36 Wikidata   | weitere Bilder            |
| Hauptstraße 49 (Standort)                                                                                    | Wohnhaus                                                               | Zweigeschossiger Walmdachbau, Erdgeschoss massiv, Obergeschoss freiliegendes Fachwerk, bezeichnet „1822“ | D-4-74-123-37 Wikidata   | weitere Bilder            |
| Hauptstraße 50 (Standort)                                                                                    | Hausfigur                                                              | Immaculata, gefasste Holzstatue, 19. Jahrhundert | D-4-74-123-38 Wikidata   | BW                        |
| Hauptstraße 52 (Standort)                                                                                    | Katholische Pfarrkirche St. Martin                                     | Massiver Turm, 1405, Spitzhelm mit Ecktürmchen 1644/45, klassizistisches Langhaus, stattlicher Saal mit Rundapsis und tempelartiger Fassade, flach geneigtes Walmdach, Sandsteinquaderbau, 1827–30 nach Plänen von Leo von Klenze; mit Ausstattung | D-4-74-123-1 Wikidata    | weitere Bilder            |
| Hauptstraße 52; Hauptstraße 46 (Standort)                                                                    | Ölberg,                                                                | mit überlebensgroßen Sandsteinfiguren, um 1550 | D-4-74-123-1 Wikidata    | weitere Bilder            |
| Hauptstraße 52; Hauptstraße 46 (Standort)                                                                    | Ehemalige Kirchhofbefestigung                                          | spätmittelalterlicher Rest der Befestigungsmauer an der Südostecke, ein Keller der ehemaligen Gadenanlage | D-4-74-123-1 Wikidata    | BW                        |
| Hauptstraße 52; Hauptstraße 46 (Standort)                                                                    | Grabdenkmäler                                                          | des aufgelassenen Friedhofsteils, 19. Jahrhundert | D-4-74-123-1 Wikidata    | BW                        |
| Hauptstraße 52; Hauptstraße 46 (Standort)                                                                    | Friedhofskreuz                                                         | des aufgelassenen Friedhofsteils, 19. Jahrhundert | D-4-74-123-1 Wikidata    | weitere Bilder            |
| Hurnmarter (Standort)                                                                                        | Bibertsgraben-Durchlass                                                | Gemauerte Durchführung für den Bibertsgraben, 1836–45, bei Schleuse 94 im Abschnitt des Ludwig-Donau-Main-Kanals, künstlich angelegte Wasserstraße zwischen Kelheim und Bamberg auf einer Länge von 173 km mit ehemals 100 Schleusen, zahlreichen wasser- und schifffahrtstechnischen Anlagen und Gebäuden zur Herstellung eines durchgehenden Wasserweges zwischen Nordsee und dem Schwarzen Meer, auf Veranlassung König Ludwigs I. von Bayern durch Heinrich Freiherr von Pechmann, 1836–45 | D-4-74-123-265 Wikidata  | weitere Bilder            |
| Hurnmarter (Standort)                                                                                        | Schleuse 94                                                            | Bestandteil des Ludwig-Donau-Main-Kanals, Kammerschleuse aus Sandstein, 1836–45. | D-4-74-123-103 Wikidata  | weitere Bilder            |
| Hurnmarter (Standort)                                                                                        | Straßenrampe                                                           | Straßenrampe mit Begrenzungssteinen, 1836–45. | D-4-74-123-103 zugehörig | weitere Bilder            |
| In der Büg (Standort)                                                                                        | Sittenbach-Durchlass                                                   | Gemauerte Durchführung für den Sittenbach, 1836–45 im Abschnitt des Ludwig-Donau-Main-Kanals, künstlich angelegte Wasserstraße zwischen Kelheim und Bamberg auf einer Länge von 173 km mit ehemals 100 Schleusen, zahlreichen wasser- und schifffahrtstechnischen Anlagen und Gebäuden zur Herstellung eines durchgehenden Wasserweges zwischen Nordsee und dem Schwarzen Meer, auf Veranlassung König Ludwigs I. von Bayern durch Heinrich Freiherr von Pechmann, 1836–45                     | D-4-74-123-162 Wikidata  | weitere Bilder            |
| Marktsweg, an der Straße nach Kauernhofen (Standort)                                                         | Sockel einer Marter, sogenannter Schwedenstein                         | Sandstein, wohl 17. Jahrhundert; | D-4-74-123-57 Wikidata   | BW                        |
| Bei Anwesen Forchheimer Straße 13a (Standort)                                                                | Annakapelle                                                            | Wegkapelle, dreiseitig geschlossener Fachwerkbau, verputzt, flach geneigtes Walmdach, 1733; mit Ausstattung | D-4-74-123-51 Wikidata   | BW                        |
| Nähe In der Büg, im Lach (Standort)                                                                          | Sogenannte Hurenmarter                                                 | Sandsteinpfeiler, 1760 | D-4-74-123-58 Wikidata   | BW                        |
| Nähe In der Büg, im Lach (Standort)                                                                          | Marter                                                                 | Rest eines Bildstocks, 1743 | D-4-74-123-59 Wikidata   | BW                        |
| Josef-Kolb-Straße/Ecke Stürmiger Weg (Standort)                                                              | Kreuzschlepper                                                         | Sandsteinskulptur auf hohem Sockel, 1759 | D-4-74-123-52 Wikidata   | BW                        |
| Nähe Rosenaustraße (Standort)                                                                                | Wegkapelle                                                             | Holzlaube mit Zeltdach, 17./18. Jahrhundert, Bildstock mit Reliefs: Vor- und Rückseite jeweils Kreuzigungsgruppe, Schmalseiten heiliger Georg und heiliger Laurentius, spätgotisch, um 1500, Mensa; zwei flankierende Lindenbäume | D-4-74-123-45 Wikidata   | BW                        |
| Nähe Sankt-Martin-Straße, an der Straße nach Unterstürmig (Standort)                                         | Marter                                                                 | Sandsteinsäule, diamantierter Sockel, Bildhaus mit Kreuzdach, bezeichnet „15.2“, wohl 1592 | D-4-74-123-53 Wikidata   | weitere Bilder            |
| Rosenaustraße                                                                                                | Siehe Ensemble Eggolsheim                                              | nicht nachqualifiziert, im Bayerischen Denkmal-Atlas nicht kartiert | D-4-74-123-41 Wikidata   | BW                        |
| Rosenaustraße 1 (Standort)                                                                                   | Bauernhaus                                                             | Zweigeschossiger Walmdachbau, Massivbau mit profilierten Fensterrahmungen, Obergeschoss hofseitig in Fachwerk, spätes 18. Jahrhundert | D-4-74-123-42 Wikidata   | weitere Bilder            |
| Rosenaustraße 8 (Standort)                                                                                   | Kleinhaus                                                              | Wohnstallhaus, erdgeschossiger giebelständiger Satteldachbau, Fachwerk, erste Hälfte 18. Jahrhundert | D-4-74-123-44 Wikidata   | weitere Bilder            |
| Spitalstraße 1, neben Nr. 51 (Standort)                                                                      | Wegkapelle                                                             | Holzlaube mit Zeltdach, wohl 18. Jahrhundert, Bildstock mit Reliefs: Kreuzigung, Rückseite heilige Helena, Schmalseiten heilige Barbara und heilige Katharina, spätgotisch, frühes 16. Jahrhundert, Mensa | D-4-74-123-9 Wikidata    | weitere Bilder            |
| Sankt-Martin-Straße, gegenüber Einmündung Josef-Kolb-Straße (Standort)                                       | Kreuzstein                                                             | Sandstein, spätmittelalterlich; St.-Martin-Straße | D-4-74-123-54 Wikidata   | BW                        |
| St 2244 (Standort)                                                                                           | Kilometerstein                                                         | Kilometerstein. | D-4-74-123-161 Wikidata  | weitere Bilder            |
| Wiesbrett, an der Autobahn A 73 (Standort)                                                                   | Flurkreuz                                                              | Stein, bezeichnet „1923“ | D-4-74-123-60 Wikidata   | BW                        |
| Winkelgasse ()                                                                                               | Siehe Ensemble Eggolsheim                                              | Siehe Ensemble Eggolsheim | D-4-74-123-47            |                           |

### Bammersdorf
| Lage | Objekt                   | Beschreibung | Akten-Nr.               | Bild   |
| --- | ------------------------ | --- | ----------------------- | ------ |
| Brunnenstraße 4 (Standort)                                                                                | Bauernhaus               | Eingeschossiger Satteldachbau, Fachwerk, 18./Anfang 19. Jahrhundert                                               | D-4-74-123-61 Wikidata  | BW     |
| Die Eichenstöcke, am Ende der Örtelbergstraße, am Waldrand (Standort)                                     | Marter                   | Sockel einer Sandsteinsäule, mit Inschrift, bezeichnet „1761“ und „1822“                                          | D-4-74-123-66 Wikidata  | BW     |
| In der Lichten Eiche, an der Autobahn 73, Richtung Bamberg, südlich des Parkplatzes Regnitztal (Standort) | Ruhbank                  | Ruhbank, Sandstein, bezeichnet „1599“                                                                             | D-4-74-123-68 Wikidata  | BW     |
| Jägersburger Straße 19a (Standort)                                                                        | Bauernhaus mit Frackdach | Mit Frackdach, Erdgeschoss massiv verputzt, Obergeschoss fachwerksichtig, bezeichnet „1843“                       | D-4-74-123-62 Wikidata  | BW     |
| Jägersburger Straße 23 (Standort)                                                                         | Bauernhaus               | Eingeschossiger Eckbau, massiv verputzt, mit Fachwerkgiebel, frühes 19. Jahrhundert, nachträgliches Zwerchhaus    | D-4-74-123-63 Wikidata  | BW     |
| Jägersburger Straße 24 (Standort)                                                                         | Ehemaliger Stadel        | Massivbau, Satteldach mit Fachwerkgiebel und Fußwalm, 18. Jahrhundert, 1992 zum Wohnhaus umgebaut                 | D-4-74-123-154 Wikidata | BW     |
| Juraquelle 5 (Standort)                                                                                   | Hierzu Kapelle           | Dreiseitig geschlossener Sandsteinquaderbau mit Satteldach, verputzt mit Werksteingliederungen, bezeichnet „1876“ | D-4-74-123-64 Wikidata  | BW     |
| Nähe Am Brunnfeld, Brunnenstraße, am südöstlichen Dorfrand (Standort)                                     | Marter                   | Ionische Sandsteinsäule, diamantierter Sockel, Muschelgiebel, erste Hälfte 18. Jahrhundert;                       | D-4-74-123-65 Wikidata  | Marter |

### Drosendorf am Eggerbach
| Lage                                                  | Objekt                                    | Beschreibung | Akten-Nr.               | Bild           |
| ----------------------------------------------------- | ----------------------------------------- | --- | ----------------------- | -------------- |
| Bei Drügendorfer Straße 13 (Standort)                 | Bildstock                                 | Am Sandsteinschaft Engelskopfrelief und Stifterinschrift, im Bildhaus gefasste Pietà, bezeichnet „1754“ | D-4-74-123-73 Wikidata  | BW             |
| Feuersteinstraße 28 (Standort)                        | Pfarrhaus                                 | Zweigeschossiger Walmdachbau, Sandsteinquader, Mitte 19. Jahrhundert | D-4-74-123-70 Wikidata  | Pfarrhaus      |
| Feuersteinstraße 31 (Standort)                        | Bauernhaus                                | Eingeschossiger Satteldachbau mit nachträglichem Zwerchhaus, Fachwerk, 18. Jahrhundert | D-4-74-123-71 Wikidata  | BW             |
| Feuersteinstraße 35; Nähe Feuersteinstraße (Standort) | Katholische Pfarrkirche Mariä Heimsuchung | Massive verputzte Saalkirche mit Satteldach, leicht eingezogener Chor mit Spitzhelmdachreiter und polygonal geschlossenes Altarhaus, Chor spätgotisch mit Maßwerkfenstern 1520, barockes Langhaus und Aufstockung des Chores in Fachwerk 1710, Pilastergliederung 1736; mit Ausstattung; Kirchhofummauerung, Naturstein verputzt, 18. Jahrhundert, im Kern älter; Kriegerdenkmal für die Gefallenen des Ersten Weltkrieges, Kreuzigungsgruppe auf Sockel mit Relief und Schrifttafeln, Sandstein, um 1920 | D-4-74-123-72 Wikidata  | weitere Bilder |
| Kapelläcker (Standort)                                | Feldkapelle                               | Dreiseitig geschlossener massiver Putzbau mit Satteldach, 18. Jahrhundert; westlich der FO 5 an einem Feldweg | D-4-74-123-147 Wikidata | BW             |

### Drügendorf
| Lage                                                                          | Objekt                                   | Beschreibung | Akten-Nr.               | Bild                                     |
| ----------------------------------------------------------------------------- | ---------------------------------------- | --- | ----------------------- | ---------------------------------------- |
| Drügendorf 26 (Standort)                                                      | Brauereigasthaus Först                   | Gesockelter, zweigeschossiger Fachwerkbau mit Mansardwalmdach, zweite Hälfte 18. Jahrhundert | D-4-74-123-75 Wikidata  | BW                                       |
| Bei Haus Nummer 106 (Standort)                                                | Nepomuk-Figur                            | Sandsteinstatue auf Sockel, barock, bezeichnet „1745“ | D-4-74-123-76 Wikidata  | BW                                       |
| Drügendorf 107; In Drügendorf (Standort)                                      | Katholische Pfarrkirche St. Margaretha   | Spätbarocke Saalkirche mit eingezogenem, dreiseitig geschlossenem Chor, verputzter Massivbau mit Walmdach 1740, Langhausverlängerung und Turmneubau mit Zwiebelhaube 1775/76 von Johann Georg Schwesner; mit Ausstattung; Kirchhofummauerung, Naturstein, 18./19. Jahrhundert; im Kirchhof Bildhaus eines spätgotischen Bildstocks mit Reliefs, Kreuzigungsgruppe, seitlich weibliche Heilige und Laurentius, Sandstein, Ende 15./erstes Viertel 16. Jahrhundert von Hans Nussbaum; Friedhofskreuz, lateinisches Kreuz mit Korpus, Sandstein, bezeichnet „1948“ | D-4-74-123-74 Wikidata  | weitere Bilder                           |
| Drügendorf 131 (Standort)                                                     | Ehemaliges Schulhaus, heute Kindergarten | Über Kalksteinuntergeschoss zweigeschossiger verputzter Walmdachbau mit Querflügel, massiv, 1913 | D-4-74-123-148 Wikidata | Ehemaliges Schulhaus, heute Kindergarten |
| Schafgsteinig, östlich des Ortes, an der Straße nach Ebermannstadt (Standort) | Wegkapelle                               | Verputzter Massivbau mit eingezogenem polygonalem Schluss, Satteldach, bezeichnet „1863“ | D-4-74-123-77 Wikidata  | BW                                       |
| Schrött, an einem Feldweg nach Gunzendorf (Standort)                          | Marter                                   | Sandsteinsäule mit Sockel um 1800, an den vier unteren Ecken des Kopfteils Wappenschilde, wohl 17. Jahrhundert | D-4-74-123-149 Wikidata | BW                                       |

### Götzendorf
| Lage                    | Objekt              | Beschreibung | Akten-Nr.              | Bild                |
| ----------------------- | ------------------- | --- | ---------------------- | ------------------- |
| Götzendorf 7 (Standort) | Katholische Kapelle | Massiver dreiseitig geschlossener Saal, verputzt, Satteldach mit Spitzhelmdachreiter, neugotisch, bezeichnet „1891“, Sakristeianbau; mit Ausstattung | D-4-74-123-78 Wikidata | Katholische Kapelle |

### Jägersburg
| Lage                    | Objekt                                | Beschreibung | Akten-Nr.              | Bild           |
| ----------------------- | ------------------------------------- | --- | ---------------------- | -------------- |
| Fürstenweg 1 (Standort) | Ehemaliges Schönbornsches Jagdschloss | Barockanlage, 1721–28 nach Plänen von Anselm Franz Freiherr von Ritter zum Groenesteyn, einheitlich gestaltete Massivbauten mit Mansardwalmdächern, Werksteingliederungen und Rahmungen aus Sandstein, Wände verputzt; Hauptbau dreigeschossig mit Mittelrisalit; ehemalige Hofökonomie, südliches und nördliches Hofgebäude, eingeschossig; Kapelle, eingeschossiger Saal mit halbrundem Altarhaus; mit Ausstattung; Torturm, mit abgeschrägten Ecken und Laternernkuppel, und Hofmauer; Pfeiler des südlichen Hoftors und Sandsteinpfeiler des Gartenzauns. 1871 bis 1873 orthopädische Heilanstalt des Johannes Wildberger. | D-4-74-123-79 Wikidata | weitere Bilder |

### Kauernhofen
| Lage                                                                                                | Objekt                     | Beschreibung | Akten-Nr.               | Bild |
| --------------------------------------------------------------------------------------------------- | -------------------------- | --- | ----------------------- | ---- |
| Andreas-Knauer-Straße (Standort)                                                                    | Kreuzschlepper             | Sandsteinfigur auf hohem, verwittertem Inschriftsockel, 18. Jahrhundert                                                                          | D-4-74-123-85 Wikidata  | BW   |
| Vor Andreas-Knauer-Straße 2 (Standort)                                                              | Sogenannte Ochsenmarter    | Sandsteinsäule, Bildhaus mit Kreuzdach, 17. Jahrhundert                                                                                          | D-4-74-123-88 Wikidata  | BW   |
| Andreas-Knauer-Straße 61 (Standort)                                                                 | Bauernhaus                 | Wohnstallhaus, über Hausteinsockel eingeschossiger giebelständiger Fachwerkbau mit Satteldach, 18./19. Jahrhundert                               | D-4-74-123-80 Wikidata  | BW   |
| Andreas-Knauer-Straße 85 (Standort)                                                                 | Bauernhaus                 | Über hohem massivem Kellergeschoss eingeschossiger Fachwerkbau mit Satteldach, 18./19. Jahrhundert                                               | D-4-74-123-81 Wikidata  | BW   |
| Andreas-Knauer-Straße 87 (Standort)                                                                 | Bauernhaus                 | Eingeschossiger Satteldachbau mit Fußwalm, Fachwerk über massivem Sockelgeschoss, 18./19. Jahrhundert, quergestellter Fachwerkanbau nachträglich | D-4-74-123-82 Wikidata  | BW   |
| Am Hochrain; Am Högelstein; Lehenwald, am Weg zur Gefallenenkapelle auf der Langen Meile (Standort) | Kreuzweg, sieben Stationen | Sandstein, bezeichnet „1870“, renoviert 1953 | D-4-74-123-92 Wikidata  | BW   |
| Asbachwiesen, an der Straße nach Eggolsheim (Standort)                                              | Sogenannte Waisenmarter    | Gebauchte ionische Sandsteinsäule, 17. Jahrhundert, stark verwittert                                                                             | D-4-74-123-87 Wikidata  | BW   |
| Asbachwiesen, an der Straße nach Eggolsheim (Standort)                                              | Wegkreuz                   | Sandstein, neugotisch, 1900 | D-4-74-123-86 Wikidata  | BW   |
| Bei der Martersäule, etwa 2 km ostnordöstlich des Dorfes rechts der Langen Meile (Standort)         | Sogenannte Wolfsmarter     | Sandsteinsäule, diamantierter Sockel, 17. Jahrhundert                                                                                            | D-4-74-123-91 Wikidata  | BW   |
| Brühl, an der Straße nach Rettern (Standort)                                                        | Lourdeskapelle             | Wegkapelle, polygonal geschlossener Massivbau mit Satteldach, von 1891                                                                           | D-4-74-123-150 Wikidata | BW   |
| Brühl, an der Straße nach Rettern neben Lourdeskapelle (Standort)                                   | Marter                     | Sandsteinsäule an den Ecken unter der Ampel Wappenschilde, 17. Jahrhundert                                                                       | D-4-74-123-90 Wikidata  | BW   |
| Käsleiten, an der Straße nach Eggolsheim, bei der Abzweigung des Weges nach Forchheim (Standort)    | Wegkapelle                 | Massiv, verputzt mit Werksteingliederungen, dreiseitig geschlossen, Satteldach, barock, bezeichnet „1732“                                        | D-4-74-123-83 Wikidata  | BW   |
| Käsleiten, bei der Kapelle (Standort)                                                               | Martersockel               | Sandstein, 17./18. Jahrhundert | D-4-74-123-84 Wikidata  | BW   |
| Schwärzgraben (Standort)                                                                            | Sogenannte Schustermarter  | Gebauchte ionische Sandsteinsäule, diamantierter Sockel, Bildhaus mit Muschelgiebeln, mit Ruhstein, 17./18. Jahrhundert; Obstgarten              | D-4-74-123-89 Wikidata  | BW   |

### Neuses an der Regnitz
| Lage                                                                           | Objekt                                          | Beschreibung | Akten-Nr.                | Bild           |
| ------------------------------------------------------------------------------ | ----------------------------------------------- | --- | ------------------------ | -------------- |
| Auf Verkehrsinsel vor Bamberger Straße 40 (Standort)                           | Vesperbild                                      | Holz, gefasst, 17./18. Jahrhundert, in modernem Bildstock | D-4-74-123-97 Wikidata   | BW             |
| Bamberger Straße, im Dorf (Standort)                                           | Bogenbrücke                                     | Zweibogige Sandsteinbrücke, Haustein, um 1850 | D-4-74-123-100 Wikidata  | BW             |
| Bamberger Straße 1 (Standort)                                                  | Gasthaus                                        | Zweigeschossiger verputzter Massivbau, Satteldach zur einen Seite mit Halbwalm zur anderen mit Vollwalm, Mitte 19. Jahrhundert | D-4-74-123-93 Wikidata   | BW             |
| Bamberger Straße 7, auf dem Kirchhof (Standort)                                | Katholische Filialkirche Beatae Mariae Virginis | Saalkirche mit zweigeschossigem seitlichem Anbau und polygonaler Apsis, massiv, verputzt, mit Satteldach, Dachreiter mit Zeltdach, Heimatstil, 1913 von Hans Issmayer, Umbauten 1922; Kriegerdenkmal für die Gefallenen des Ersten Weltkriegs, hohe Sandsteinstele mit Georgsfigur, um 1920 | D-4-74-123-94 Wikidata   | BW             |
| Bamberger Straße 20 (Standort)                                                 | Bauernhaus                                      | Eingeschossiger giebelständiger Satteldachbau, Fachwerk, 18./19. Jahrhundert, mit jüngeren Veränderungen | D-4-74-123-95 Wikidata   | BW             |
| Bamberger Straße 32 (Standort)                                                 | Bauernhaus                                      | Wohnstallhaus, eingeschossiger giebelständiger Satteldachbau, massiv und Fachwerk, verputzt, über der Haustür bezeichnet „1855“ | D-4-74-123-96 Wikidata   | Bauernhaus     |
| Bamberger Straße 47 (Standort)                                                 | Schleuse 95                                     | Ludwig-Donau-Main-Kanal, Kammerschleuse mit Bogenbrücke, Sandstein, 1836–45. | D-4-74-123-102 Wikidata  | weitere Bilder |
| Bamberger Straße 47 (Standort)                                                 | Schleusenwärterhaus                             | Eingeschossiger Massivbau mit Flachsatteldach, 1836–45. | D-4-74-123-102 zugehörig | weitere Bilder |
| Bündlafeld (Standort)                                                          | Wegkreuz                                        | Sandstein, auf Inschriftsockel, bezeichnet 1876; Höchstadter Straße am südöstlichen Ortseingang | D-4-74-123-107 Wikidata  | BW             |
| Egelsee; Hurnmarter; In der Büg (Standort)                                     | Bachdurchlass                                   | Gemauerte Durchführung für einen Graben, 1836–45 im Abschnitt des Ludwig-Donau-Main-Kanals, künstlich angelegte Wasserstraße zwischen Kelheim und Bamberg auf einer Länge von 173 km mit ehemals 100 Schleusen, zahlreichen wasser- und schifffahrtstechnischen Anlagen und Gebäuden zur Herstellung eines durchgehenden Wasserweges zwischen Nordsee und dem Schwarzen Meer, auf Veranlassung König Ludwigs I. von Bayern durch Heinrich Freiherr von Pechmann, 1836–45.    | D-4-74-123-266 Wikidata  | weitere Bilder |
| Eggerbach (Standort)                                                           | Bogenbrücke über den Eggerbach                  | Im Zusammenhang mit dem Bau des Ludwig-Donau-Main-Kanals, Sandstein, 1836–45. | D-4-74-123-98 Wikidata   | weitere Bilder |
| Eggerbach, Nähe Bamberger Straße (Standort)                                    | Schützvorrichtung                               | zur Regulierung des Eggerbachdurches, 1836–45, im Abschnitt des Ludwig-Donau-Main-Kanals, künstlich angelegte Wasserstraße zwischen Kelheim und Bamberg auf einer Länge von 173 km mit ehemals 100 Schleusen, zahlreichen wasser- und schifffahrtstechnischen Anlagen und Gebäuden zur Herstellung eines durchgehenden Wasserweges zwischen Nordsee und dem Schwarzen Meer, auf Veranlassung König Ludwigs I. von Bayern durch Heinrich Freiherr von Pechmann, 1836–45       | D-4-74-123-267 Wikidata  | weitere Bilder |
| Höchstadter Straße 1; Höchstadter Straße 2; Nähe Höchstadter Straße (Standort) | Gartenmauer                                     | Sandsteinquadermauer mit Hoftorpfeilern, bezeichnet „1734“ | D-4-74-123-99 Wikidata   | BW             |
| Nähe Bahnhofstraße (Standort)                                                  | Firma Lindner, elektrotechnische Fabrik         | Langgestreckter dreigeschossiger Fabrikbau, verschiedene Baukuben mit flach geneigten Walmdächern, Fassaden verputzt, Eisenbetonkonstruktion, 1948 | D-4-74-123-157 Wikidata  | BW             |
| Peuntfeld, südöstlich des Ortes an der Staatsstraße 2244 (Standort)            | Marter                                          | Aufeinander gesetzte Fragmente aus barockem Sockel, Säulenschaft und aufgesetztem Kreuzdach des ehemaligen Bildträgers, Sandstein, 17. Jahrhundert | D-4-74-123-105 Wikidata  | Marter         |
| Pfarrer-Starostzik-Straße (Standort)                                           | Bachdurchlass                                   | Gemauerte Eggerbach-Durchführung, Sandstein 1836–45 im Abschnitt des Ludwig-Donau-Main-Kanals, künstlich angelegte Wasserstraße zwischen Kelheim und Bamberg auf einer Länge von 173 km mit ehemals 100 Schleusen, zahlreichen wasser- und schifffahrtstechnischen Anlagen und Gebäuden zur Herstellung eines durchgehenden Wasserweges zwischen Nordsee und dem Schwarzen Meer, auf Veranlassung König Ludwigs I. von Bayern durch Heinrich Freiherr von Pechmann, 1836–45. | D-4-74-123-101 Wikidata  | weitere Bilder |
| Reut, an der Straße nach Pautzfeld (Standort)                                  | Marter                                          | Niedrige Sandsteinsäule, diamantierter Sockel, Bildträger mit Kreuzdach, 17. Jahrhundert | D-4-74-123-104 Wikidata  | Marter         |
| Rechts der Staatsstraße 2244 Richtung Forchheim am Landkreis-Bauhof (Standort) | Marter                                          | Sandsteinsäule, Bildträger mit Kreuzdach, Wappenschilde, wohl 17. Jahrhundert | D-4-74-123-106 Wikidata  | BW             |

### Rettern
| Lage                                                                                                  | Objekt               | Beschreibung | Akten-Nr.               | Bild                 |
| --- | -------------------- | --- | ----------------------- | -------------------- |
| Am Käsmarkt, nördlich oberhalb des Dorfes (Standort)                                                  | Kreuzschlepper       | Sandsteinskulptur auf Inschriftsockel, bezeichnet „1739“                                                                                               | D-4-74-123-111 Wikidata | BW                   |
| Angerstraße 1 (Standort)                                                                              | Bauernhaus           | Zweigeschossiger Satteldachbau mit Fußwalm, freiliegendes Fachwerk, ausweislich der Inschrift am Eckständer im Jahr 1712 errichtet                     | D-4-74-123-108 Wikidata | BW                   |
| Angerstraße 4 (Standort)                                                                              | Bauernhaus           | Fachwerkbau mit Frackdach, Sandsteinsockel, 18./19. Jahrhundert                                                                                        | D-4-74-123-109 Wikidata | BW                   |
| Im Anger, bei Angerstraße 32 (Standort)                                                               | Marter               | Ionische Sandsteinsäule, diamantierter Sockel, bezeichnet „1771“                                                                                       | D-4-74-123-112 Wikidata | BW                   |
| Im Winkel, an der Straße nach Mittlerweilersbach am Abzweig zur Jägersburg (Standort)                 | Sockel einer Marter  | Sandstein, 17./18. Jahrhundert | D-4-74-123-115 Wikidata | BW                   |
| Kanzelstraße 7 (Standort)                                                                             | Fachwerkscheune      | Satteldach mit Fußwalm, bezeichnet „1831“ | D-4-74-123-151 Wikidata | BW                   |
| Kanzelstraße 24 (Standort)                                                                            | Fachwerkscheune      | Traufständiger Satteldachbau mit Fußwalm und Klebdach, bezeichnet „1753“, an rückwärtiger Giebelseite giebelständiger Anbau, Fachwerk mit Satteldach   | D-4-74-123-153 Wikidata | BW                   |
| Kanzelstraße 30 (Standort)                                                                            | Ehemaliges Schulhaus | Ein- und zweigeschossiger Putzbau, zwei aneinandergefügte Kuben mit Walm- bzw. Mansardwalmdach, Reformstil, um 1910                                    | D-4-74-123-163 Wikidata | Ehemaliges Schulhaus |
| Nähe Angerstraße (Standort)                                                                           | Fachwerkscheune      | Satteldach mit Halbwalm und Klebdach, bezeichnet „1833“                                                                                                | D-4-74-123-152 Wikidata | BW                   |
| Nähe Kapellenberg (Standort)                                                                          | Wegkapelle           | Massiv mit Satteldach, erste Hälfte 19. Jahrhundert; mit Ausstattung                                                                                   | D-4-74-123-110 Wikidata | BW                   |
| Zehentanger, an der Straße nach Kauernhofen neben einer Martersäule (Standort)                        | Sandsteinbildstock   | Breitpfeiler mit Zinnen und Pyramidendach, Reliefs: Kreuzigungsgruppe und Schmerzensmann, seitlich Jakobus Major und Laurentius, Mitte 15. Jahrhundert | D-4-74-123-113 Wikidata | BW                   |
| Zehentanger, an der Straße nach Kauernhofen neben Bildstock der Mitte des 15. Jahrhunderts (Standort) | Marter               | Sandsteinsäule, 17. Jahrhundert | D-4-74-123-114          | BW                   |

### Schirnaidel
| Lage                                                     | Objekt                            | Beschreibung | Akten-Nr.               | Bild           |
| -------------------------------------------------------- | --------------------------------- | --- | ----------------------- | -------------- |
| In Schirnaidel (Standort)                                | Filialkirche St. Johannes Baptist | Saalkirche mit eingezogenem Chor, Sandsteinquaderbau, Satteldach mit Zwiebelhaubendachreiter, barock, 1717–19 von Andreas Rheintaler, reiche Außengliederung mit Fassadenfiguren von Leonhard Gollwitzer; mit Ausstattung | D-4-74-123-117 Wikidata | weitere Bilder |
| Kreuzschleifer, an der Straße nach Eggolsheim (Standort) | Kreuzschlepper                    | Sandsteinskulptur auf hohem Sockel, 18. Jahrhundert, mit Ruhstein | D-4-74-123-118 Wikidata | weitere Bilder |

### Tiefenstürmig
| Lage                       | Objekt                                       | Beschreibung | Akten-Nr.               | Bild           |
| -------------------------- | -------------------------------------------- | --- | ----------------------- | -------------- |
| Tiefenstürmig 8 (Standort) | Katholische Filialkirche Zur Kreuzauffindung | Barocke Saalkirche mit eingesogenem polygonalem Chor und Turmfassade, Sandsteinquaderbau mit nach Osten abgewalmtem Satteldach, Zwiebelhaube, 1726 von Paul Mayer; mit Ausstattung; Friedhofummauerung, Naturstein verputzt, am Portal bezeichnet „1743“ | D-4-74-123-119 Wikidata | weitere Bilder |

### Unterstürmig
| Lage                                                                        | Objekt         | Beschreibung | Akten-Nr.               | Bild           |
| --------------------------------------------------------------------------- | -------------- | --- | ----------------------- | -------------- |
| Buttenheimer Straße 4 (Standort)                                            | Bauernhaus     | Fachwerk auf Natursteinsockel, Anfang 19. Jahrhundert                                                                             | D-4-74-123-122 Wikidata | weitere Bilder |
| Buttenheimer Straße 4 (Standort)                                            | Kreuzschlepper | im Garten Kreuzschlepper, Sandsteinstatue auf hohem Sockel, bezeichnet „1781“                                                     | D-4-74-123-122          | weitere Bilder |
| Liasgrube; Liasgrube 1, am Weg zur Tongrube südöstlich des Ortes (Standort) | Marter         | Sandsteinsäule, Kämpfer mit Wappenschilden, am Schaft Stifterinschrift, bezeichnet „1619“                                         | D-4-74-123-129 Wikidata | BW             |
| Neben Schießberger Straße 17 (Standort)                                     | Kapelle        | Dreiseitig geschlossener Satteldachbau, massiv, verputzt, neugotisch, Dachreiter mit Zeltdach, bezeichnet „1892“; mit Ausstattung | D-4-74-123-121 Wikidata | weitere Bilder |
| Rohräcker, südwestlich an Feldweg (Standort)                                | Marter         | Sandstein, diamantierter Sockel, Bildträger mit Rosettengiebeln und balusterförmigen Eckvorlagen, 17. Jahrhundert                 | D-4-74-123-132 Wikidata | BW             |
| Rohräcker, Buttenheimer Straße (Standort)                                   | Marter         | Ionische Sandsteinsäule, Bildträger mit Rosettengiebel und balusterförmigen Eckvorlagen, Anfang 17. Jahrhundert                   | D-4-74-123-128 Wikidata | BW             |
| Schießbergstraße 7 (Standort)                                               | Wohnstallhaus  | Eingeschossiger giebelständiger Satteldachbau, Fachwerk, 18. Jahrhundert                                                          | D-4-74-123-123 Wikidata | weitere Bilder |
| Schießbergstraße 12 (Standort)                                              | Wohnstallhaus  | Eingeschossiges giebelständiges Satteldachhaus, Wohnteil Fachwerk, Stallteil massiv, frühes 19. Jahrhundert                       | D-4-74-123-124 Wikidata | weitere Bilder |
| Schießbergstraße 29 (Standort)                                              | Gaden          | Hausteinkeller, Fachwerkaufbau mit Satteldach, bezeichnet „1814“                                                                  | D-4-74-123-127 Wikidata | BW             |
| Schießbergstraße 33 (Standort)                                              | Gaden          | Hausteinkeller, Fachwerkaufbau mit Satteldach, ehemals bezeichnet „1824“                                                          | D-4-74-123-173 Wikidata | weitere Bilder |
| Schießbergstraße; Weingarten, neben der Ortskapelle, vor Nr. 21 (Standort)  | Ziehbrunnen    | Gusseisen, in Holzeinhausung, 18./19. Jahrhundert                                                                                 | D-4-74-123-125 Wikidata | weitere Bilder |
| Stürmiger Berg, südlich hinter dem Ortsausgang nach Eggolsheim (Standort)   | Marter         | Ionische Sandsteinsäule, Rosettengiebel, Anfang 17. Jahrhundert                                                                   | D-4-74-123-130 Wikidata | BW             |
| Weidenbrunnen, südwestlich des Ortes gegen die Bahnlinie (Standort)         | Marter         | Ionische Sandsteinsäule, Muschelgiebel, 17. Jahrhundert                                                                           | D-4-74-123-131 Wikidata | BW             |
| Weingarten 7 (Standort)                                                     | Marter         | Ionische Sandsteinsäule, diamantierter Sockel, Muschelgiebel, bezeichnet „1694“                                                   | D-4-74-123-155 Wikidata | weitere Bilder |

### Weigelshofen
| Lage                                                                         | Objekt                                      | Beschreibung | Akten-Nr.               | Bild |
| ---------------------------------------------------------------------------- | ------------------------------------------- | --- | ----------------------- | ---- |
| Eggerbachstraße, Ecke Mühlwiesenweg 25 (Standort)                            | Kreuzigungsgruppe mit drei Assistenzfiguren | Bezeichnet „1902“, zwischen Statuen, heiliger Joseph, bezeichnet „1902“, und heiliger Johann Nepomuk, um 1730, Sandstein                                          | D-4-74-123-136 Wikidata | BW   |
| Eggerbachstraße 8 (Standort)                                                 | Bauernhaus                                  | Eingeschossiger giebelständiger Satteldachbau, verputztes Fachwerk, massiver Sockel, 18./19. Jahrhundert, Giebelverschieferung bezeichnet „1939“                  | D-4-74-123-133 Wikidata | BW   |
| Eggerbachstraße 12 (Standort)                                                | Bauernhaus                                  | Eingeschossiger giebelständiger Satteldachbau, Fachwerk, 18./19. Jahrhundert, Giebelverschieferung um 1930/40                                                     | D-4-74-123-134 Wikidata | BW   |
| Eggerbachstraße 18 (Standort)                                                | Bauernhaus                                  | Giebelständiges eingeschossiges Satteldachhaus, Fachwerk verputzt, 19. Jahrhundert, massiver Keller, am Zugang bezeichnet „1590“, Giebelverschieferung um 1930/40 | D-4-74-123-135 Wikidata | BW   |
| Südwestlich des Ortes an der Straße nach Eggolsheim, am Eggerbach (Standort) | Sogenannte Schwedenmarter                   | Sandsteinsäule, Bildträger mit Kreuzdach, Wappenschilde, 18. Jahrhundert                                                                                          | D-4-74-123-55 Wikidata  | BW   |
| Mühlwiesenweg 3 (Standort)                                                   | Bauernhaus                                  | Giebelständiges eingeschossiges Satteldachhaus, Fachwerk, 18. Jahrhundert                                                                                         | D-4-74-123-137 Wikidata | BW   |
| Mühlwiesenweg 4 (Standort)                                                   | Bauernhaus                                  | Zweigeschossiger traufständiger Satteldachbau, massives Erdgeschoss mit Durchfahrt, Fachwerkobergeschoss, bezeichnet „1753“                                       | D-4-74-123-138 Wikidata | BW   |
| Mühlwiesenweg 7; Mühlwiesenweg 3; Mühlwiesenweg 5 (Standort)                 | Bauernhaus                                  | Eingeschossiger giebelständiger Satteldachbau Fachwerk, teils verputzt, 18. Jahrhundert                                                                           | D-4-74-123-139 Wikidata | BW   |
| Nähe Mühlwiesenweg (Standort)                                                | Marter                                      | barocke Sandsteinsäule auf diamantiertem Sockel, der Aufsatz laternenfömig mit Muschelgiebel, 17. Jahrhundert                                                     | D-4-74-123-171 Wikidata | BW   |
| Vor Schindelgasse 7 (Standort)                                               | Schindelgaß-Marter                          | Sandsteinsäule, diamantierte Sockel, Muschelgiebel, 17. Jahrhundert                                                                                               | D-4-74-123-141 Wikidata | BW   |

## Abgegangene Baudenkmäler
In diesem Abschnitt sind Objekte aufgeführt, die früher einmal in der Denkmalliste eingetragen waren, jetzt aber nicht mehr existieren, z. B. weil sie abgebrochen wurden. Aktennummern in diesem Abschnitt sind ehemalige, jetzt nicht mehr gültige Aktennummern.

| Lage                          | Objekt             | Beschreibung | Akten-Nr.               | Bild |
| ----------------------------- | ------------------ | --- | ----------------------- | ---- |
| Eggolsheim Hauptstraße 18     | Gasthaus zur Krone | Zweigeschossiger giebelständiger Satteldachbau, Erdgeschoss massiv, Obergeschoss Fachwerk, verputzt, 18. Jahrhundert | D-4-74-123-30 Wikidata  | BW   |
| Nähe Am Oberen Tor (Standort) | Fachwerkscheune    | Satteldach mit Fußwalm, 17. Jahrhundert                                                                              | D-4-74-123-145 Wikidata | BW   |